# Vignole (Théols)
Die Vignole ist ein Fluss in Frankreich, der im Département Indre in der Region Centre-Val de Loire verläuft. Sie entspringt beim Weiler La Grande Maison, im südlichen Gemeindegebiet von La Champenoise, entwässert anfangs in südlicher Richtung, schwenkt dann auf Nordost und mündet nach rund 23 Kilometern am westlichen Stadtrand von Issoudun als linker Nebenfluss in die Théols.

## Orte am Fluss
(Reihenfolge in Fließrichtung)
- Neuvy-Pailloux
- Thizay
- Issoudun